# مارتی کوسیک
مارتی کوسیک (استونیایی: Marti Kuusik؛ زادهٔ ۴ ژوئیهٔ ۱۹۷۰) سیاستمدار اهل استونی است. وی در آوریل ۲۰۱۹ به مدت یک روز وزیر تجارت خارجی و فناوری اطلاعات استونی بود اما به دلیل خشونت خانگی از این سمت برداشته شد.